# Metanuncia
Metanuncia is een geslacht van hooiwagens uit de familie Triaenonychidae.
De wetenschappelijke naam Metanuncia is voor het eerst geldig gepubliceerd door Roewer in 1914. 

## Soorten
Metanuncia omvat de volgende 2 soorten:
- Metanuncia stewartia
- Metanuncia testacea